# Haematopus unicolor
El ostrero variable o de Nueva Zelanda (Haematopus unicolor) es una especie de ave caradriforme de la familia Haematopodidae endémica de Nueva Zelanda. La especie es polimórfica, tiene distintas variantes genéticas con color diferente. Es monógama, durante la época de cría la pareja defiende su territorio. Se reproducen en la isla del Norte, la isla del Sur, la isla Stewart y las islas Chatham.
Se alimenta principalmente de moluscos, cangrejos y gusanos marinos.